# Edward Curtis Franklin
Edward Curtis Franklin (1er mars 1862 - 13 février 1937) est un chimiste américain.

## Biographie
Edward Franklin est né dans le comté de Geary, Kansas. Il entre à l'Université du Kansas à l'âge de 22 ans et obtient sa majeure en chimie en 1888. Deux ans plus tard, il décide d'étudier à l'Université de Berlin pendant un an, mais abandonne en 1891. En 1892, il revient à l'Université d'État où il reste jusqu'en 1893 en tant qu'assistant chimiste. Il est diplômé de l'Université Johns-Hopkins où il obtient son doctorat en chimie un an plus tard. Il revient ensuite à l'Université du Kansas où il passe un an en tant que chimiste tandis que le reste des années, il y est professeur agrégé. Il travaille également comme directeur associé pour un projet minier au Costa Rica où il reste jusqu'à ce qu'il soit informé de sa nomination à l'Université Stanford en 1903. De 1911 à 1913, il est chef de la division de chimie du service de santé publique de l'État de Washington. Au fil de la vie, il commence à recevoir des distinctions nationales et étrangères, notamment les prix Nichols et Willard Gibbs. Il est élu président de l'American Chemical Society et devient membre à la fois de l'Académie nationale des sciences et de la Société américaine de philosophie. Franklin est invité à participer à la British Association for the Advancement of Science à Melbourne, en Australie, et à Johannesbourg, en Afrique du Sud. Il meurt le 13 février 1937 d'une thrombose coronarienne.